# 舎人町
舎人町（とねりまち）は、東京都足立区西北部の地名。郵便番号は、121-0835。

## 概要
1932年（昭和7年）、足立区成立時に「舎人町」として成立した。隣の入谷町との境界は複雑で、双方の町域内に飛地が多数存在していた。住居表示実施により旧舎人町の大部分は舎人1 - 6丁目等となり、舎人町として現存するのは東京都立舎人公園内に残る旧飛地のみである。住宅は一切なく、人口は0人。東京都道58号台東川口線（尾久橋通り）に面している。

## 交通
道路
- 東京都道58号台東川口線（尾久橋通り）